# یواس‌اس ماهان (دی‌دی‌جی-۷۲)
یواس‌اس ماهان (دی‌دی‌جی-۷۲) (به انگلیسی: USS Mahan (DDG-72)) یک کشتی است که طول آن ۵۰۵ فوت (۱۵۴ متر) می‌باشد. این کشتی در سال ۱۹۹۶ ساخته شد.